# Marti Epstein
Marti Epstein (* 25. November 1959 in Denver/Colorado) ist eine US-amerikanische Komponistin und Musikpädagogin.
Epstein begann ihre musikalische Ausbildung 1977 an der University of Nebraska bei Robert Beadell. Sie setzte ihre Studien an der University of Colorado (bis 1982) und an der Boston University fort, wo Charles Eakin, Joyce Mekeel und Bernard Rands zu ihren Lehrern zählten und sie 1984 den Mastergrad und 1989 den Doktorgrad im Fach Komposition erlangte. Bei zwei Aufenthalten am Tangelwood Music Center (1986 und 1988) studierte sie Komposition bei Oliver Knussen und Hans Werner Henze. Von 1989 bis 1991 unterrichtete sie Keyboard am Massachusetts Institute of Technology. Seit 1991 unterrichtet sie Komposition am Berklee College of Music, seit 2006 als Professorin.
Auf Einladung Henzes kam sie 1992 nach München und komponierte hier für die Biennale für neues Musiktheater die Puppenoper Hero und Leander. Weitere Kompositionsaufträge erhielt sie u. a. von dem Gitarristen David Tanenbaum, dem Tubisten Samuel Pilafian, der Flötistin Marianne Gedigian, der Pianisten Kathleen Supove, dem New England Brass Quintet, dem Boston Conservatory, dem Boston University Marsh Chapel Choir und dem Pro Arte Chamber Orchestra of Boston. 1998 spielte die San Francisco Symphony unter Leitung von Alisdair Neale die Uraufführung ihres Orchesterstücks Celestial Navigation.

## Werke
- Ophelia für Soloflöte, 2009
- Three Canons for seven Trumpets, 2007
- Quartet für Englischhorn, Violine, Viola und Cello, 2007
- Strange little Moon für zwei Klaviere und zwei Harfen, 2007
- Chords of Inquiry für Celloquartett, 2006
- Haven für Klavier, 2006
- L'homme armé für Bläserquintett, 2005
- Color Weel für Blasmusik, 2005
- Six little Pieces for Woodwind Quintet, 2004
- Doloroso für Gitarre, 2004
- Angel of Memory für Cello, Klavier und Perkussion, 2003
- Cadence für Violine, Klavier und Marimba, 2003
- In soft repose let his sweet Eyelids close für Flöte, Violine und Cello, 2002
- See, even Night für Klarinette, Viola und Klavier, 2001
- Chant für großes Ensemble, 2001
- I Baci für Sopran, Mezzosopran und Cembalo, 2001
- Ring für Soloperkussionisten, 2001
- Gong für Perkussionsquartett, 2000
- The Streets of Laredo für drei Tenöre und Chor, 2000
- Vermilion für Violine und Klavier, 2000
- Hothouse für Klavier zu vier Händen, 2000
- Chimera für zwei Klaviere, 1999
- Twylle für Kammerorchester, 1999
- Barcarolle für Streichtrio, 1999
- Superstition für Sopran, zwei Klarinetten, Viola und Cello, 1999
- Lenz für Bariton und Klavier, 1999
- Trapeze für Mezzosopran, Klarinette, Viola und Klavier, 1999
- Petals für Gitarre, 1998
- The Porcellain Tower of Nanking für Violine und Gitarre, 1998
- Print für Orchester, 1998
- Thalia für Oboe d’amore und digitale Klänge, 1998
- Bluff für Saxophonquartett, 1997
- Fold für Oboe, Klarinette und Fagott, 1997
- Concerto grosso for Cello, Double Bass an String Orchestra, 1997
- Victoria's Secret für zwei Celli, zwei Kontrabässe und zwei Klaviere, 1997
- Puella turbata für Streichquartett, 1997
- Lazy Sudan für Cello und Klavier, 1997
- And für Flöte und Klavier, 1995
- Aqua Marine für Klavier, 1995
- Permanent Absence (mit dem Choreographen Kumiko Kimoto), Ballett, 1995
- Marie's Waltz für Klavier, 1994
- Swirl für Viola, Cello und Klavier, 1994
- Concerto for Cello and Chamber Ensemble, 1994
- Private Fantasy Booth für Flöte, Klarinette, Klavier, Marimba, Violine und Cello, 1993
- Voices in Empty Rooms für Klavier, 1993
- Klänge (Text von Wassily Kandinsky) für Sopran, 1993
- Queen in the Night für Klavier, 1992
- Parasol für Piccoloflöte, Englischhorn und Cello, 1992
- Flower World, drei Gedichte aus dem Tiertanz der Yaqui für Chor und Kammerensemble, 1992
- American Etudes für Klavier, 1991–2005
- Bassoon (Text von Wassily Kandinsky) für Sopran, Kontrabass und Klavier, 1991
- John Dunstable's Harp für Harfe, 1991
- Hero and Leander (mit Marcus Schneider), Puppentheater, 1991
- Birth (Text von Faye Kicknosway) für Mezzosopran, Fagott, Marimba und Violine, 1990
- The five Chairs für Bläserquintett, 1990
- The Reason of Skylarks für Flöte, Klarinette, Klavier und Xylophon, 1990
- Waterbowls für Klavier, 1989
- Eleven Basho Haiku für Sopran und Klavier, 1989
- The parting Glass für Gitarre, 1989
- Four Guitars and Cello, 1988
- Celestial Navigation für Orchester, 1988
- Kinderfarben für Kammerensemble, 1988
- Albion Moonlight für Bläserquintett, 1987
- Endgame für Kontrabass, 1987
- Blue Limes für Streichquartett, 1987
- Grand Island für Klavier, Harfe und zwei Perkussionisten, 1986
- Endgame für Solovioline, 1985
- Microscores IV für Violine, Cello und Klavier, 1984
- December 14 für Mezzosopran, Altflöte, Cello und Klavier, 1983

## Weblink
- Homepage von Marti Epstein